# Violeta Bulc
Violeta Bulc (roj. Bunc), slovenska političarka in podjetnica, * 24. januar 1964, Ljubljana.
Bulčeva je nekdanja slovenska podpredsednica 12. vlade Republike Slovenije in ministrica za razvoj, strateške projekte in kohezijo ter evropska komisarka za promet v Evropski komisiji pod vodstvom Jean-Claudeja Junckerja.

## Življenjepis
Je podjetnica in svetovalka na področju razvojnih strategij za podjetja, lokalne skupnosti in regionalne razvojne agencije. Kot diplomantka ljubljanske Fakultete za elektrotehniko je nadaljevala izobraževanje na magistrskem študiju na Golden Gate University v San Franciscu. 
Ima izkušnje na razvoju inovacijskih infrastruktur za množično inoviranje in internacionalizaciji razvojnih projektov. V številnih okoljih je pripomogla k sistematičnemu uvajanju projektnega dela, ciljnega vodenja in inovativne kulture. Za svoje inovacije je prejela nagrado Gospodarske zbornice Slovenije kot inovatorka leta.

### Politika
V 12. vladi Republike Slovenije pod vodstvom Mira Cerarja je vodila Ministrstvo za kohezijo in strateške projekte. Ob tem je opravljala tudi funkcijo podpredsednice vlade.

#### Evropska komisarka
10. oktobra 2014 jo je vlada Mira Cerarja izbrala za kandidatko za Slovensko komisarko v Evropski uniji, kar je zaradi preglasovanja s strani SMC sprožilo negodovanje koalicijskih partnerjev. Na seji vlade so jo 15. oktobra 2014 podprle vse koalicijske partnerice. Podprl jo je tudi bodoči predsednik Evropske komisije Juncker in ji dodelil resor za promet.
Na evropskih volitvah 2019 jo je Stranka modernega centra želela evidentirati kot vodilno kandidatko njihove liste, a je mesto kasneje zavrnila. Takratna vlada pod vodstvom Marjana Šarca je ni več evidentirala kot morebitno kandidatko za slovensko evropsko komisarko.

## Zasebno življenje in šport
Je nosilka črnega pasu v taekwondoju in prakticira šamanska znanja, kar uporablja tudi v podjetniškem delovanju.
V mladosti je bila slovenska prvakinja v metu kopja in članica jugoslovanske ženske košarkarske reprezentance.